# Europapokal der Landesmeister (Handball) 1970/71
Dieser Artikel beschreibt den Europapokal der Landesmeister im Handball der Saison 1970/71.

## 1. Runde
|                      | Gesamt |                      | Hinspiel | Rückspiel |
| -------------------- | ------ | -------------------- | -------- | --------- |
| Spójnia Gdańsk       | 37:44  | Frisch Auf Göppingen | 21:20    | 16:24     |
| BM Granollers        | 51:22  | ROC Flémallois       | 28:11    | 23:11     |
| Fram Reykjavík       | 32:39  | US Ivry HB           | 16:15    | 16:24     |
| Union Edelweiß Linz  | 21:57  | MAI Moskau           | 11:26    | 10:31     |
| Buscaglione Rom      | 16:72  | HV Sittardia         | 10:24    | 06:48     |
| Grasshoppers Zürich  | 27:37  | SC Magdeburg         | 16:17    | 11:20     |
| VIF G.Dimitrov Sofia | 29:24  | HB Dudelange         | 20:11    | 09:13     |
| Elektromos Budapest  | 22:32  | SoIK Hellas          | 13:17    | 09:15     |
| Oslo SI              | 36:31  | UK-51 Helsinki       | 18:20    | 18:11     |

VfL Gummersbach, Sporting Lissabon, Dukla Prag, HG Kopenhagen, Hapoel Ramat-Gan, Partizan Bjelovar und Steaua Bukarest hatten Freilose und zogen direkt in die 2. Runde ein.

## 2. Runde
|                      | Gesamt |                      | Hinspiel | Rückspiel |
| -------------------- | ------ | -------------------- | -------- | --------- |
| VfL Gummersbach      | 33:24  | Frisch Auf Göppingen | 20:12    | 13:12     |
| BM Granollers        | 38:34  | US Ivry HB           | 24:22    | 14:12     |
| MAI Moskau           | o/w    | Sporting Lissabon    |          |           |
| Dukla Prag           | 39:29  | HG Kopenhagen        | 20:13    | 19:16     |
| Hapoel Ramat-Gan     | 19:58  | Partizan Bjelovar    | 11:27    | 08:31     |
| HV Sittardia         | 42:63  | SC Magdeburg         | 21:30    | 21:33     |
| VIF G.Dimitrov Sofia | 21:31  | SoIK Hellas          | 10:16    | 11:15     |
| Steaua Bukarest      | 55:29  | Oslo SI              | 30:14    | 25:15     |

## Viertelfinale
|                   | Gesamt |                   | Hinspiel | Rückspiel |
| ----------------- | ------ | ----------------- | -------- | --------- |
| VfL Gummersbach   | 41:26  | BM Granollers     | 25:14    | 16:12     |
| Sporting Lissabon | w/o    | Dukla Prag        |          |           |
| SC Magdeburg      | 27:29  | Partizan Bjelovar | 18:15    | 09:14     |
| SoIK Hellas       | 22:29  | Steaua Bukarest   | 12:11    | 10:18     |

## Halbfinale
|                   | Gesamt |                 | Hinspiel | Rückspiel |
| ----------------- | ------ | --------------- | -------- | --------- |
| Sporting Lissabon | 28:50  | VfL Gummersbach | 17:25    | 11:25     |
| Partizan Bjelovar | 27:31  | Steaua Bukarest | 18:14    | 09:17     |

## Finale
Das Finale wurde in einem Spiel in der Dortmunder Westfalenhalle vor 13.000 Zuschauern ausgetragen.
|                 | Ergebnis |                 |
| --------------- | -------- | --------------- |
| VfL Gummersbach | 17:16    | Steaua Bukarest |